# Burg Herrnstein
Die Burg Herrnstein ist eine Höhenburg im gleichnamigen Ortsteil der Gemeinde Ruppichteroth im Rhein-Sieg-Kreis. Sie wird, vornehmlich in älteren Quellen, auch als Schloß Herrnstein benannt.

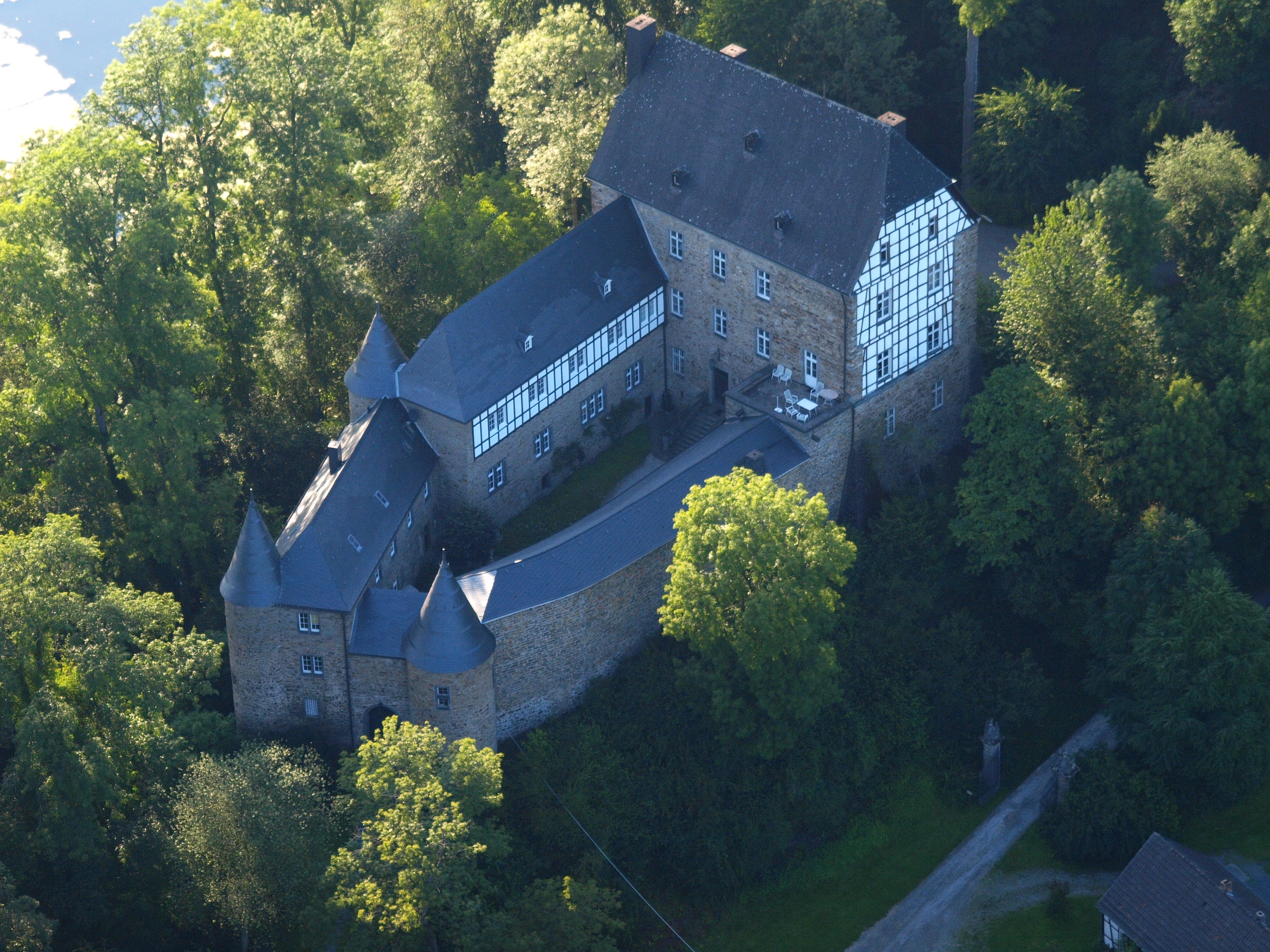
Winterscheid, Burg Herrnstein

## Lage
Die Burg thront auf 124,59 m ü. NHN im Tal der Bröl zwischen Bröleck und Ingersau auf der südlichen Flanke eines Felskegels, der den Burghof noch um rund 25 Meter überragt. Nach Westen und Osten hin fällt das Gelände steil ab.

## Geschichte
Burg Herrnstein geht auf ein um 1300 erbautes einfaches befestigtes Haus zurück, das im Besitz der Herren vam Steyne (vom Stein) war. Urkundlich erstmals erwähnt wurde das huys zome Steyne in einem Vertrag vom 15. November 1370, nach dem Johann von Stein es von Graf Wilhelm II. von Berg als Lehen erhielt. Die Burg entwickelte sich dann durch mehrfache Um- und Ergänzungsbauten zu einer rheinischen Hangburg. Um 1800 wurden bedeutende Teile der Anlage abgetragen und neu errichtet. Weitere Baumaßnahmen bis zum 19. Jahrhundert gaben ihr das heutige Aussehen.
Seit 1436 war das Anwesen im Besitz der Herren von Nesselrode. Graf Johann Franz Joseph von Nesselrode-Reichenstein († 1824) setzte seinen Enkel, Graf Felix Droste zu Vischering, als Universalerben ein, der laut testamentarischer Bestimmung, mit königlicher Bestätigung vom 4. Oktober 1826, seinem Namen und seinem Wappen das der nun erloschenen Grafen von Nesselrode-Reichenstein hinzufügte. Er begründete die Linie der Grafen Droste zu Vischering von Nesselrode-Reichenstein, die bis heute auf Burg Herrnstein ansässig ist und auch die Burg Merten an der Sieg besitzt. Die Burg Herrnstein ist auch Sitz der „Gräflich Nesselrodeschen Forstverwaltung“.
1809 hatte das Anwesen vier katholische und 17 lutherische Einwohner.
Die Außenanlagen der Burg können (meistens jeden ersten Samstag im Monat ab 11:00 Uhr) besichtigt werden. Eine Besichtigung des Burginnern ist nicht möglich.

## Anlage

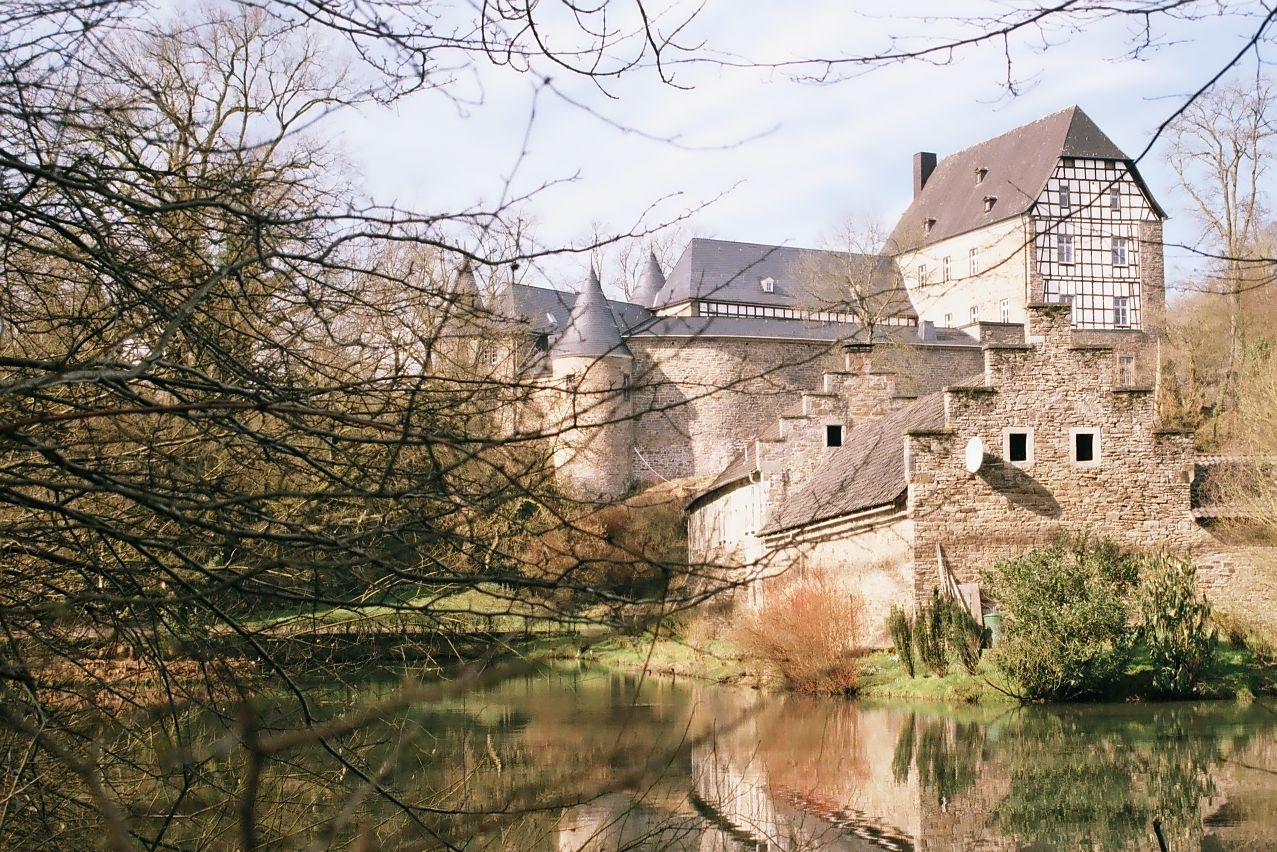
Blick von Osten

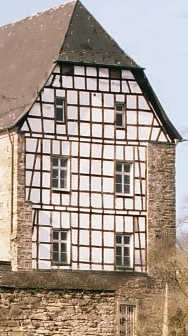
Detail des östlichen Giebels

Es sind sowohl Gebäudeelemente aus der Gründungszeit (Teile der Kellergewölbe, nördliche Schildmauer), als auch aus dem Barock (Fenster, Dachkonstruktion und Treppenaufgang) erhalten. Einige ergänzende Bauten wurden im 20. Jahrhundert nach historischen Ansichten (1917 Ost- und 1953 Westflügel des Herrenhauses) neu errichtet. Charakteristisch für Burg Herrnstein ist die Ausführung der oberen Stockwerke der östlichen Giebelmauer des Herrenhauses in Fachwerk. Diese Wand ist über zwei Geschosse zwischen die traufseitigen Außenmauern so eingepasst, dass die Tiefe der nördlichen Schildmauer und die Stufenkonstruktion der südlichen Wand an der Giebelseite sichtbar sind.
Der südliche, mäßig steile Aufstieg wird von einer Torburg mit den beiden ursprünglichen Türmen dominiert, die den ohnehin wehrhaften Charakter der Anlage unterstreicht.
Die am Fuß der Burganlage, gut zehn Höhenmeter unterhalb des Burghofes liegenden großen Teiche – ein Altarm der Bröl – zeugen von der früheren vollständigen Umfassung von Burg und Felskegel mit Wassergräben.

## Denkmalschutz
2010 wurde die anliegende Hütte mit Teilen der Flure 1, 2 und 4 unter Denkmalschutz gestellt, ebenso die Teichdämme auf Teilen der Flure 1, 4 und 10.